# 石川章一
石川 章一（いしかわ しょういち） は、日本の化学者。東京工業大学名誉教授。元繊維学会会長。元JIS衣料サイズ推進協議会会長。

## 人物・経歴
1931年東京工業大学附属工学専門部電気科卒業。1934年東京工業大学紡織学科卒業。1942年東京工業大学助教授。日本の降伏後、幹事として繊維学会の再建にあたった。1953年東京工業大学より工学博士の学位を取得。1969年繊維学会会長。のち東京工業大学教授、JIS衣料サイズ推進協議会会長、東京工業大学名誉教授を歴任した。1976年繊維学会名誉会員。第1回（昭和54年度）繊維学会功績賞受賞。